# إريك برايان
إريك برايان (بالفرنسية: Éric Brian)‏ هو عالم اجتماع فرنسي، ولد في 23 يونيو 1958.

## وصلات خارجية
- الموقع الرسمي